# Mchinji
Mchinji é um distrito do Malawi localizado na Região Central. Sua capital é a cidade de Mchinji.